# 장성초등학교 (경기)
장성초등학교는 대한민국 경기도 고양시 일산서구에 있는 공립 초등학교이다.

## 학교 연혁
- 1994. 11. 01 장성국민학교 설립 인가
- 1995. 03. 01 초대 한광윤 교장 부임
- 1995. 03. 01 장성국민학교 개교(6학급 편성)
- 1997. 03. 01 장성초등학교로 교명 변경(20학급 편성)
- 1999. 03. 01 제2대 임기환 교장 취임
- 2007. 09. 01 제3대 박기준 교장 취임
- 2012. 03. 01 제4대 이종환 교장 취임
- 2015. 02. 13 제20회 졸업식(97명 졸업, 누계3,031명)
- 2015. 03. 02 19학급 편성(특수학급 1 포함)
- 2017.03.01 제5대 최혜련 교장 부임
- 2020.03.02 18학급 편성(특수학급 1포함)
- 2021.01.08 제26회 졸업식
- 2021.09.01 제6대 심복자 교장 부임
- 2021.10.08 4학년 전체 코로나PCR 검사 사건
- 2021.10.25 장성초등학교 4학년 장성어울림주간 시작